# Tessalit Airport
Tessalit Airport är en flygplats i Mali. Den ligger i den nordöstra delen av landet, 1 300 km nordost om huvudstaden Bamako. Tessalit Airport ligger 494 meter över havet.
Terrängen runt Tessalit Airport är platt.  Trakten runt Tessalit Airport är nära nog obefolkad, med mindre än två invånare per kvadratkilometer. Trakten runt Tessalit Airport är ofruktbar med lite eller ingen växtlighet.